# 尼崎市消防局
尼崎市消防局（あまがさきししょうぼうきょく）は、兵庫県尼崎市の消防部局（消防本部）。管轄区域は尼崎市全域。
指令センターを消防局内に置き、伊丹市消防局と共同運用を行っている。

## 概要（2023年4月1日現在）
- 消防局本部：尼崎市昭和通2丁目6番75号 尼崎市防災センター5階
- 管内面積：49.77km2
- 職員定数：432人
- 消防署4カ所、分署3カ所、出張所3カ所
- 主力機械（予備車）
  - 司令車：1
  - 指揮車：5
  - 防災調査車：1
  - 予防査察車：1
  - 人員輸送車：1
  - 資機材搬送車：1
  - 高規格救急車：12（3）
  - 普通消防ポンプ車：7（1）
  - 水槽付ポンプ車：9（2）
  - はしご車：4
  - 化学車：3
  - 高発泡車：2
  - 水槽車：1
  - 救助工作車：2
  - 空気充填車：1
  - 小型動力ポンプ付水槽車：1
  - 災害支援車：3
  - 広報車：2
  - 連絡車：1
  - 救急普及啓発広報車：1

## 沿革
- 1948年3月 官設消防に代わり、尼崎市消防本部および尼崎市消防署が発足する。
- 1949年4月 常光寺出張所を東出張所に、園田出張所を北出張所に改称する。
- 1950年3月 西出張所を開設する。
- 1951年4月 局制を施行し、尼崎市消防局となる。尼崎市消防署を中消防署に改称し、東出張所・西出張所・北出張所が、東消防署・西消防署・北消防署に昇格し、4署体制となる。常光寺出張所を開設する。
- 1955年7月 園和出張所を開設する。
- 1956年7月 武庫出張所を開設する。
- 1957年11月 救急車を配置し、本格的な救急業務を開始する。
- 1961年5月 大庄出張所を開設する。
- 1962年10月 消防局が市庁舎に移転する。旧消防局は玉江橋出張所となる。園和出張所を園田出張所に改称する。
- 1964年9月 玉江橋出張所を玉江橋分署に改称する。立花分署を開設する。
- 1969年6月 中消防署が移転する。旧中消防署は三和分署となる。玉江橋分署を廃止する。
- 1970年12月 西消防署が移転する。
- 1972年9月 東消防署が移転する。
- 1984年7月 尼崎市消防音楽隊が発足する。
- 1986年3月 尼崎市防災センターに中消防署が移転する。尼崎市消防の歌を制定する。
- 1986年7月 尼崎市防災センターに消防局が移転する。
- 1990年7月 北部防災センターに北消防署が移転する。旧北消防署は塚口出張所となる。立花分署を廃止する。武庫出張所、園田出張所を分署に改称する。
- 1993年2月 初の高規格救急車を中消防署に配置する。
- 1995年1月 阪神・淡路大震災に応援出場する。
- 1999年8月 トルコ共和国地震に国際消防救助隊を派遣する。
- 2005年4月 JR福知山線脱線事故に出場する。
- 2004年7月 福井豪雨災害に緊急消防援助隊を派遣する。
- 2009年5月 市防災センターに高度救助隊を設置する。
- 2011年3月 東日本大震災に緊急消防援助隊を派遣する。

## 組織
- 本部
  - 企画管理課
  - 警防部 - 消防防災課、予防課、救急課、情報指令課
- 消防署

## 消防署
| 消防署   | 住所          | 分署                  | 出張所                |
| -------- | ------------- | --------------------- | --------------------- |
| 中消防署 | 昭和通2-6-75  | 三和：玄番南之町2-4   | なし                  |
| 東消防署 | 次屋1-9-19    | なし                  | 常光寺：常光寺2-11-29 |
| 西消防署 | 大庄北3-30-20 | 武庫：武庫元町1-1-20  | 大庄：元浜町1-25-3    |
| 北消防署 | 上ノ島町3-2-1 | 園田：東園田町4-127-1 | 塚口：南塚口町3-10-15 |